# Talégalle des Arfak
Aepypodius arfakianus
Espèce
Statut de conservation UICN

 LC  : Préoccupation mineure
Le Talégalle des Arfak (Aepypodius arfakianus) est une espèce d'oiseaux de la famille des Megapodiidae.

## Répartition
Cet oiseau peuple les zones montagneuses de Nouvelle-Guinée.

## Sous-espèces
Selon la classification de référence du Congrès ornithologique international (version 15.1, 2025) :
- Aepypodius arfakianus arfakianus (Salvadori, 1877) — chaîne centrale, île Yapen et monts Arfak ;
- Aepypodius arfakianus misoliensis Ripley, 1957 — île Misool.